# Czasy Nowożytne
Czasy Nowożytne. Periodyk poświęcony dziejom polskim i europejskim od XV do XX wieku – rocznik ukazujący się od 1996 do 2019 roku w Toruniu i Stalowej Woli. Pismo było pierwotnie wydawane przez Fundację "Pomerania" z Torunia i Fundację Uniwersytecką Katolickiego Uniwersytetu Lubelskiego w Stalowej Woli. Kolejnym wydawcą było (od 2008) Europejskie Centrum Współpracy Młodzieży i Instytut Rozwoju Społeczeństwa Obywatelskiego w Toruniu. Potem periodyk wydawał Zarząd Główny Polskiego Towarzystwa Historycznego i Kujawska Szkoła Wyższa we Włocławku. Redaktorem naczelnym był w latach 1996-2008 Stanisław Salmonowicz, a po nim Jacek Wijaczka. W roczniku publikowane były artykuły, materiały, recenzje i omówienia dotyczące dziejów nowożytnych. W ostatnim roku istnienia czasopismo otrzymało 6 punktów na ówczesnej ministerialnej liście czasopism.